# ゲットユアガイド
ゲットユアガイド（GetYourGuide）は、旅行に関するアクティビティ・現地ツアーのオンライン予約を扱う、ウェブサイトおよびアプリ。
ドイツ・ベルリンに本社を、スイス・チューリッヒに技術センターを置くGetYourGuide GmbHが運営し、ヨーロッパとアメリカ合衆国の都市を中心に、世界170カ国以上の旅行者に利用されている。

## 沿革
チューリッヒ工科大学の学生であったヨハネス・レック（Johannes Reck）は、学生会議のため2007年3月に北京を訪問した際に、中国の都市で観光客としてガイドを受けることの困難に遭遇、翌年の北京オリンピックの際には友人のタオ・タオ（Tao Tao）がアマチュアのガイドを招集したものの、アマチュアの需要はなかったことから、プロの現地ガイドと観光客を結び付けるプラットフォームを開発しビジネスに乗せることを発案、ヨハネスとタオを含む4人のメンバーで、2009年にチューリッヒにて起業した。
資金源は当初親族からの援助のみであり、チューリッヒの高額な賃貸料に耐えかね2012年に会社をベルリンに移したが、アジア市場を視野に入れたグローバル企業への脱皮を諦めず、2013年1月、アメリカのベンチャーキャピタルであるSpark CapitalとHighland Capital Partnersから1,400万ドルを調達したことから、ようやく事業が軌道に乗った。アメリカやイギリスの動向から、モバイルへの投資が成功の鍵を握ると判断したヨハネスは、同業のGidsyを4月に買収しそのスタッフをモバイルアプリの開発に充て、同年11月にモバイルアプリをリリースした。2014年1月、ブッキングドットコム元CEOのKees Koolenや中国のQunarから450万ドルを調達した。
2015年11月、アメリカのコールバーグ・クラビス・ロバーツから5,000万ドルの資金調達を受けたことは、事業拡大の大きな後押しとなり、2017年にはKLMオランダ航空など大手旅行関連企業との提携が本格化、また香港とバンコクに現地法人を設立しアジア進出が進められた。ヨハネスはチューリッヒ工科大学の人脈を使いエンジニアを拡充、同年10月、チューリッヒに技術センターを設置した。2018年4月、ブッキング・ホールディングスによるゲットユアガイド買収のオファーについて、ビジネスの方向の違いを理由に断ったことを明らかにした。
2018年8月、ゲットユアガイド自身が催行するオリジナルツアー「GetYourGuide Original」の実施をスタートした。2019年5月、ソフトバンク・ビジョン・ファンドの主導する投資ラウンドで約4億8,400万ドルを調達した。

## 日本におけるゲットユアガイド
2017年11月に日本語ウェブサイトが開設され、日本人旅行者を対象とするサービスがスタートした。翌2018年9月には日本法人「Get Your Guide Japan株式会社」が設立され、訪日外国人旅行を対象とする営業活動も強化された。東京（渋谷区）にオフィスを持つ。

## サービス内容
日本を含む世界150カ国以上で、50,000件以上の旅先プランが掲載されており、博物館や宮殿など観光スポットの入場チケットや音声ガイド、現地ガイドツアーや日帰りオプショナルツアーの予約が可能となっている。日本語や英語ガイドの有無、キャンセルの条件については、事前に確認することができる。支払いは、JCBを含むクレジットカードのほか、Apple Payによる決済も受け付けている。また、口コミによるツアーのレビュー評価を行うことができる。